# Dries Visser

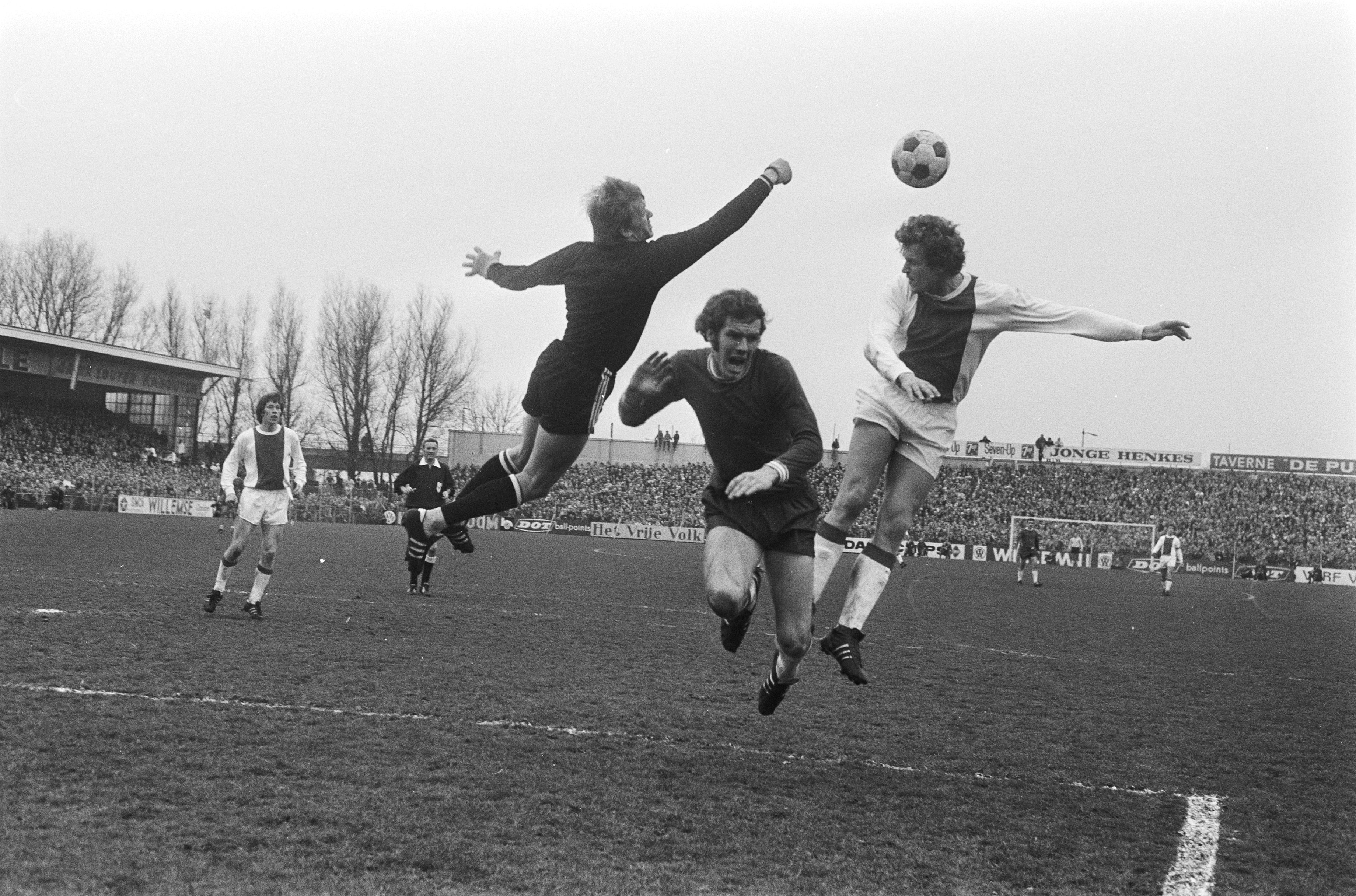
Dries Visser (midden) namens Sparta Rotterdam in een duel met Ajaxspeler Piet Keizer en Sparta doelman Pim Doesburg in 1971

Andries Jacobus (Dries) Visser (Rotterdam, 2 september 1949 – Lekkerkerk, 1 maart 2006) was voetballer van de clubs Sparta Rotterdam en N.E.C.
Visser begon in de jeugd bij Xerxes als linker aanvaller maar speelde zijn hele profloopbaan in de verdediging. Hij speelde 241 wedstrijden in het eerste elftal van Sparta en 156 wedstrijden voor NEC. In totaal speelde hij acht wedstrijden voor de Europacup, waarvan hij er vijf won, één gelijk speelde en twee verloor. Vanaf medio 1982 speelde Visser voor Ryoden Mitsubishi in Hongkong. Die club ging echter begin 1983 failliet. In december 1983 ging hij voor SV Leones spelen waarmee hij in 1984 uit de Hoofdklasse degradeerde. In 1985 ging hij naar DIO '30. Hij speelde ook in de UEFA-jeugd en Jong Oranje. 
Na het voetbal werkte hij als beveiligingsmedewerker in zijn woonplaats Druten. Hij overleed op 56-jarige leeftijd door een verkeersongeval. 

## Clubs
- Xerxes: junioren
- Sparta Rotterdam: 1969 - 1977
- N.E.C.: 1977 - 1982
- Ryoden Mitsubishi: 1982 - 1983
- SV Leones: 1983 - 1985
- DIO '30: vanaf 1985